# Gran Premio di Spagna 1977
Il Gran Premio di Spagna 1977 è stata la quinta prova della stagione 1977 del Campionato mondiale di Formula 1. Si è corsa domenica 8 maggio 1977 sul Circuito permanente del Jarama. La gara è stata vinta da Mario Andretti, su Lotus-Ford Cosworth. Ha preceduto sul traguardo l'argentino Carlos Reutemann su Ferrari e il sudafricano Jody Scheckter su Wolf-Ford Cosworth.

## Vigilia

### Aspetti tecnici
Il circuito di Jarama subì alcune modifiche al fine di migliorarne la sicurezza, su richiesta dalla Commissione Sportiva Internazionale. Vennero migliorate le curve Varzi, Farina, Le Mans, Ascari, Bugatti, Portago, Monza e Tunel. Si posero 1.500 m di nuovo guard-rail, raddoppiandolo in taluni punti; vennero posti 2.000 metri di rete di protezione per il pubblico e 3.000 m di reti di sicurezza per i piloti.
La Wolf fece esordire la WR2, secondo modello stagionale; la LEC esordì nel mondiale col modello CRP1. La Hesketh presentò il modello 308E, per la prima volta in una gara del mondiale. Sia la CRP1 che la 308E avevano fatto l'esordio assoluto nella Race of Champions di marzo. La McLaren portò all'esordio il modello M26. Venne utilizzato solo da James Hunt.

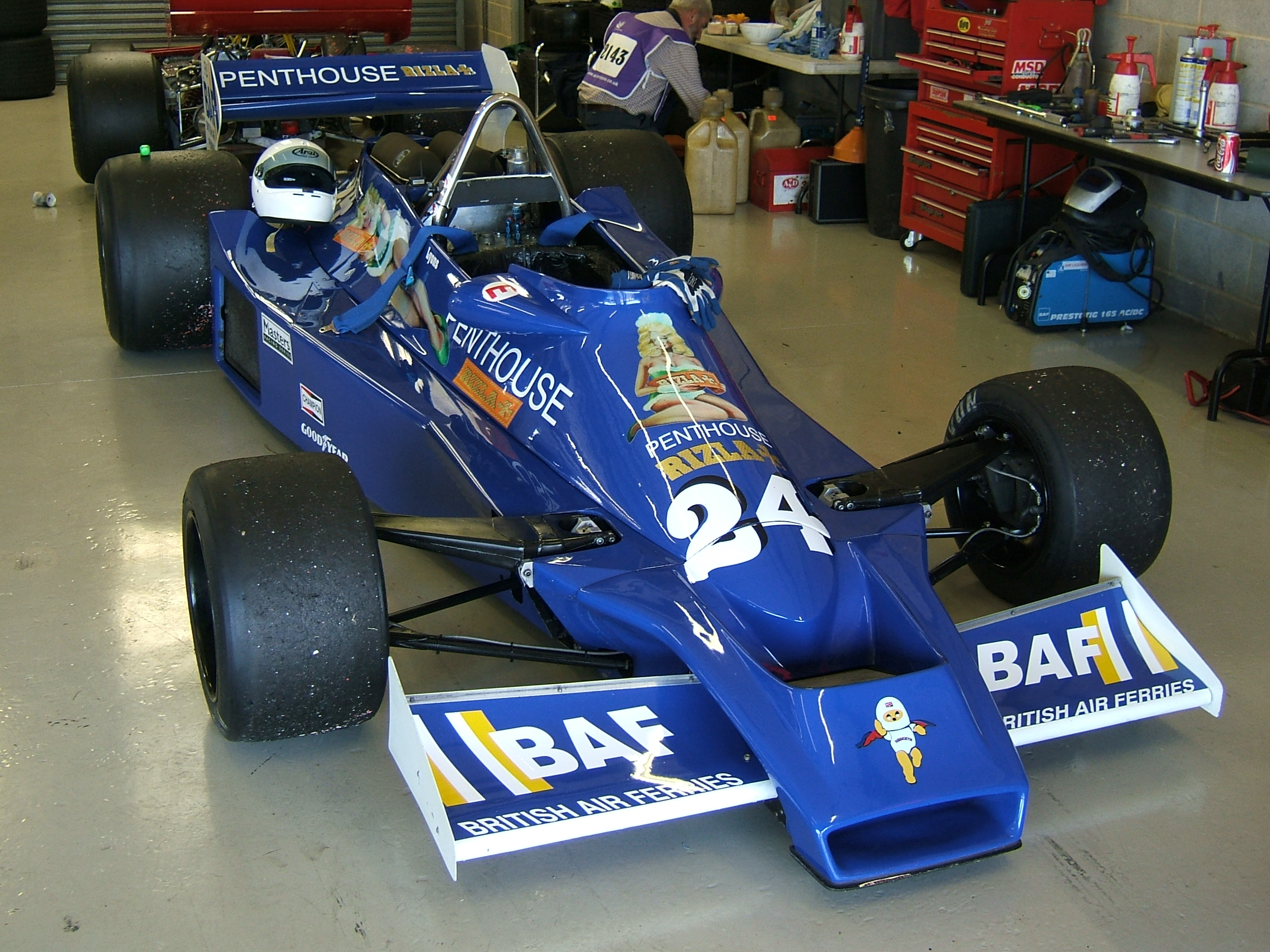
Una Hesketh 308E, vettura che esordì nel mondiale nel GP di Spagna.

### Aspetti sportivi
Ian Scheckter tornò alla March ufficiale, dopo aver saltato due gran premi per infortunio. Brian Henton, che lo aveva sostituito a Long Beach, venne ingaggiato dal British Formula 1 Racing Team, che gli mise a disposizione nuovamente una March. Furono ben otto le March iscritte: oltre le due ufficiali e quella di Henton, si iscrissero Arturo Merzario, con il proprio team all'esordio;
la Chesterfield Racing con Brett Lunger; si rividero le due vetture della RAM, affidate a Boy Hayje e al finlandese Mikko Kozarowitsky (anche se poi non si presentò); infine tornò in Formula 1 Frank Williams con l'esordio del suo nuovo team Williams Grand Prix Engineering, che ingaggiò il belga Patrick Nève, che aveva fatto la sua ultima apparizione nel mondiale nel Gran Premio di Francia 1976.
Fu iscritta anche una McLaren privata, dall'Iberia Airlines, per il pilota locale Emilio de Villota, che nell'edizione del precedente non si era qualificato con una March del team RAM.
Fece l'esordio stagionale effettivo nel mondiale la Hesketh, con una vettura affidata a Harald Ertl (che mancava dal Gran Premio del Giappone 1976), e una, della Penthouse Rizla Racing, affidata a Rupert Keegan, già iscritto a Long Beach, ma poi non presente. Per Keegan fu l'esordio nel mondiale di F1, anche se aveva già preso parte alla Race of Champions. La BRM iscrisse Conny Andersson, per lui una presenza nel mondiale al Gran Premio di Svezia 1976 con la Surtees, al posto di Larry Perkins. Inizialmente venne prospettata l'ipotesi che potesse essere ingaggiato il francese François Migault.
Vi fu inoltre l'esordio assoluto come costruttore per la britannica LEC, con la volante David Purley. La LEC aveva già partecipato a qualche gara nel 1973, sempre con Purley alla guida, utilizzando una March 731. Purley mancava dal mondiale dal Gran Premio di Gran Bretagna 1974, in cui non si era qualificato con la Token.
La Scuderia Ferrari pubblicò un comunicato ufficiale in cui smentiva le voci di un prossimo ingaggio di Emerson Fittipaldi al posto di Niki Lauda.
Si decise di ammettere al via 25 vetture, anche se poi si discusse sull'opportunità di ridurre a 24 il campo dei partenti. Nella settimana precedente al gran premio il circuito ospitò delle prove libere. Il miglior tempo fu fatto segnare da Carlos Reutemann, su Ferrari, in 1'19.

## Qualifiche

### Resoconto
Nella prima giornata di prove il tempo migliore venne fatto segnare da Mario Andretti, su Lotus. L'italoamericano precedette Jacques Laffite di quasi sette decimi. Terzo chiuse Carlos Reutemann; la Ferrari però venne ammonita dai commissari per l'utilizzo di un alettone anteriore irregolare. Il miglior tempo dell'argentino venne così cancellato. L'altro ferrarista, Niki Lauda, scontò dei problemi ai freni e un certo sottosterzo e chiuse col settimo tempo.
Anche la Brabham che Hans-Joachim Stuck utilizzò nella sessione pomeridiana (il tedesco utilizzò il muletto della casa britannica) venne trovata irregolare, a causa dell'altezza dell'alettone posteriore, tanto che anche i suoi tempi vennero cancellati. Inoltre Stuck venne tamponato da James Hunt durante le prove. Anche Vittorio Brambilla fu costretto a utilizzare il muletto, per un guasto all'impianto di alimentazione sulla vettura titolare. Parteciparono alle prove tutti i 31 piloti presenti, anche se, inizialmente, era stato limitato a 29 il numero delle vetture ammesse, con l'esclusione di Brian Henton e Boy Hayje.
Anche al sabato Andretti si confermò il più rapido, anche se non riuscì a battere il tempo che aveva fatto segnare al venerdì. Si migliorarono invece le Ferrari, che con Lauda davanti a Reutemann, monopolizzarono la seconda fila. James Hunt, che chiuse settimo, fu autore di un'uscita di pista, mentre Jody Scheckter, quinto, compì un testacoda.
Al termine delle prove Mario Andretti dichiarò:

### Risultati
Nella sessione di qualifica si è avuta questa situazione:
| Pos | Nº | Pilota             | Costruttore              | Tempo   | Griglia |
| --- | -- | ------------------ | ------------------------ | ------- | ------- |
| 1   | 5  | Mario Andretti     | Lotus-Ford Cosworth      | 1'18"70 | 1       |
| 2   | 26 | Jacques Laffite    | Ligier-Matra             | 1'19"42 | 2       |
| 3   | 11 | Niki Lauda         | Ferrari                  | 1'19"48 | NP      |
| 4   | 12 | Carlos Reutemann   | Ferrari                  | 1'19"52 | 4       |
| 5   | 20 | Jody Scheckter     | Wolf-Ford Cosworth       | 1'19"57 | 5       |
| 6   | 7  | John Watson        | Brabham-Alfa Romeo       | 1'19"87 | 6       |
| 7   | 1  | James Hunt         | McLaren-Ford Cosworth    | 1'20"11 | 7       |
| 8   | 22 | Clay Regazzoni     | Ensign-Ford Cosworth     | 1'20"13 | 8       |
| 9   | 2  | Jochen Mass        | McLaren-Ford Cosworth    | 1'20"14 | 9       |
| 10  | 4  | Patrick Depailler  | Tyrrell-Ford Cosworth    | 1'20"16 | 10      |
| 11  | 19 | Vittorio Brambilla | Surtees-Ford Cosworth    | 1'20"26 | 11      |
| 12  | 6  | Gunnar Nilsson     | Lotus-Ford Cosworth      | 1'20"38 | 12      |
| 13  | 8  | Hans-Joachim Stuck | Brabham-Alfa Romeo       | 1'20"55 | 13      |
| 14  | 17 | Alan Jones         | Shadow-Ford Cosworth     | 1'20"74 | 14      |
| 15  | 3  | Ronnie Peterson    | Tyrrell-Ford Cosworth    | 1'20"96 | 15      |
| 16  | 24 | Rupert Keegan      | Hesketh-Ford Cosworth    | 1'21"03 | 16      |
| 17  | 10 | Ian Scheckter      | March-Ford Cosworth      | 1'21"05 | 17      |
| 18  | 25 | Harald Ertl        | Hesketh-Ford Cosworth    | 1'21"16 | 18      |
| 19  | 28 | Emerson Fittipaldi | Fittipaldi-Ford Cosworth | 1'21"56 | 19      |
| 20  | 18 | Hans Binder        | Surtees-Ford Cosworth    | 1'21"73 | 20      |
| 21  | 37 | Arturo Merzario    | March-Ford Cosworth      | 1'21"82 | 21      |
| 22  | 27 | Patrick Nève       | March-Ford Cosworth      | 1'21"92 | 22      |
| 23  | 36 | Emilio de Villota  | McLaren-Ford Cosworth    | 1'21"97 | 23      |
| 24  | 16 | Renzo Zorzi        | Shadow-Ford Cosworth     | 1'22"09 | 24      |
| NQ  | 30 | Brett Lunger       | March-Ford Cosworth      | 1'22"24 | 25      |
| NQ  | 34 | Jean-Pierre Jarier | Penske-Ford Cosworth     | 1'22"27 | NQ      |
| NQ  | 9  | Alex-Dias Ribeiro  | March-Ford Cosworth      | 1'22"30 | NQ      |
| NQ  | 33 | Boy Hayje          | March-Ford Cosworth      | 1'22"39 | NQ      |
| NQ  | 38 | Brian Henton       | March-Ford Cosworth      | 1'22"57 | NQ      |
| NQ  | 31 | David Purley       | LEC-Ford Cosworth        | 1'22"89 | NQ      |
| NQ  | 35 | Conny Andersson    | BRM                      | 1'24"29 | NQ      |

## Gara

### Resoconto
Durante il warm up Niki Lauda soffrì per il riacutizzarsi del dolore alla costola incrinata in un incidente domestico l'anno precedente. L'austriaco venne sottoposto a una radiografia presso l'Ospedale La Paz ove gli venne riscontrata l'incrinatura della settima costola: ciò comportò l'impossibilità, per il pilota, di prendere parte al gran premio. Venne messa anche in dubbio la sua partecipazione al gran premio successivo. Lauda comunque commentò la gara per la televisione austriaca.
Il pilota della Scuderia Ferrari dichiarò:
La gara iniziò con venti minuti di ritardo per il prolungarsi della visita del re di Spagna, Juan Carlos I, ai piloti.
Alla partenza Mario Andretti mantenne il comando della gara, seguito da Jacques Laffite e Carlos Reutemann. Più dietro James Hunt passò Jody Scheckter, che a causa di questa manovra venne sorpassato anche da John Watson e da Clay Regazzoni. Il sudafricano ripassò comunque Regazzoni nel corso del secondo giro.
Nei primi giri le posizioni vennero modificate da ritiri e incidenti. Al nono giro, durante un tentativo di sorpasso, Vittorio Brambilla toccò la vettura di Regazzoni, ed entrambi finirono nelle reti, dovendo abbandonare la gara, mentre al decimo giro si ritirò James Hunt, per un guasto al motore. La classifica vedeva sempre in testa Andretti, seguito da Laffite, Reutemann, Watson, Scheckter, Nilsson, Mass e Depailler. Un giro dopo Jacques Laffite fu costretto ai box per un problema al fissaggio di una gomma. Rientrò in gara diciannovesimo.
Al ventiquattresimo giro Watson, nel tentativo di resistere a Jody Scheckter, andò in testacoda, perdendo una posizione. Le posizioni di testa rimasero successivamente invariate, con Andretti che continuava a comandare la gara con un certo margine su Reutemann. Nell retrovie si mise in luce Laffite che recuperò diverse posizioni. Al trentaduesimo giro Rupert Keegan finì nelle reti di protezione mentre stava approcciando la corsia dei box. Watson fu costretto al ritiro al giro 64, per un guasto all'alimentazione.
La gara venne così vinta da Mario Andretti, davanti a Carlos Reutemann e Jody Scheckter. Laffite chiuse la sua rimonta al settimo posto. Fu la sessantesima vittoria, in una gara valida per il mondiale, per la Lotus.

### Risultati
I risultati del gran premio sono i seguenti:
| Pos | No | Pilota             | Costruttore              | Giri | Tempo/Ritiro    | Griglia | Punti |
| --- | -- | ------------------ | ------------------------ | ---- | --------------- | ------- | ----- |
| 1   | 5  | Mario Andretti     | Lotus-Ford Cosworth      | 75   | 1:42'52"22      | 1       | 9     |
| 2   | 12 | Carlos Reutemann   | Ferrari                  | 75   | + 15"85         | 4       | 6     |
| 3   | 20 | Jody Scheckter     | Wolf-Ford Cosworth       | 75   | + 24"51         | 5       | 4     |
| 4   | 2  | Jochen Mass        | McLaren-Ford Cosworth    | 75   | + 24"87         | 9       | 3     |
| 5   | 6  | Gunnar Nilsson     | Lotus-Ford Cosworth      | 75   | + 1'05"83       | 12      | 2     |
| 6   | 8  | Hans-Joachim Stuck | Brabham-Alfa Romeo       | 74   | +1 giro         | 13      | 1     |
| 7   | 26 | Jacques Laffite    | Ligier-Matra             | 74   | +1 giro         | 2       |       |
| 8   | 3  | Ronnie Peterson    | Tyrrell-Ford Cosworth    | 74   | +1 giro         | 15      |       |
| 9   | 18 | Hans Binder        | Surtees-Ford Cosworth    | 73   | +2 giri         | 20      |       |
| 10  | 30 | Brett Lunger       | March-Ford Cosworth      | 72   | +3 giri         | 25      |       |
| 11  | 10 | Ian Scheckter      | March-Ford Cosworth      | 72   | +3 giri         | 17      |       |
| 12  | 27 | Patrick Nève       | March-Ford Cosworth      | 71   | +4 giri         | 22      |       |
| 13  | 36 | Emilio de Villota  | McLaren-Ford Cosworth    | 70   | +5 giri         | 23      |       |
| 14  | 28 | Emerson Fittipaldi | Fittipaldi-Ford Cosworth | 70   | +5 giri         | 19      |       |
| Rit | 7  | John Watson        | Brabham-Alfa Romeo       | 64   | Alimentazione   | 6       |       |
| Rit | 17 | Alan Jones         | Shadow-Ford Cosworth     | 56   | Incidente       | 14      |       |
| Rit | 24 | Rupert Keegan      | Hesketh-Ford Cosworth    | 32   | Incidente       | 16      |       |
| Rit | 25 | Harald Ertl        | Hesketh-Ford Cosworth    | 29   | Radiatore       | 10      |       |
| Rit | 16 | Renzo Zorzi        | Shadow-Ford Cosworth     | 25   | Motore          | 24      |       |
| Rit | 37 | Arturo Merzario    | March-Ford Cosworth      | 16   | Sospensione     | 21      |       |
| Rit | 4  | Patrick Depailler  | Tyrrell-Ford Cosworth    | 12   | Motore          | 10      |       |
| Rit | 1  | James Hunt         | McLaren-Ford Cosworth    | 10   | Motore          | 7       |       |
| Rit | 22 | Clay Regazzoni     | Ensign-Ford Cosworth     | 9    | Incidente       | 8       |       |
| Rit | 19 | Vittorio Brambilla | Surtees-Ford Cosworth    | 9    | Incidente       | 11      |       |
| NP  | 11 | Niki Lauda         | Ferrari                  | 0    | Problemi fisici | 3       |       |
| NQ  | 34 | Jean-Pierre Jarier | Penske-Ford Cosworth     |      |                 |         |       |
| NQ  | 9  | Alex-Dias Ribeiro  | March-Ford Cosworth      |      |                 |         |       |
| NQ  | 33 | Boy Hayje          | March-Ford Cosworth      |      |                 |         |       |
| NQ  | 38 | Brian Henton       | March-Ford Cosworth      |      |                 |         |       |
| NQ  | 31 | David Purley       | LEC-Ford Cosworth        |      |                 |         |       |
| NQ  | 35 | Conny Andersson    | BRM                      |      |                 |         |       |

## Statistiche

### Piloti
- 4ª vittoria per Mario Andretti;
- 1º giro più veloce per Jacques Laffite;
- 1º Gran Premio per Emilio de Villota, Rupert Keegan e Mikko Kozarowitsky;
- Ultimo Gran Premio per Renzo Zorzi;

### Costruttori
- 60ª vittoria per la Lotus;
- 1º giro più veloce per la Ligier;

### Motori
- 99ª vittoria per il motore  Ford Cosworth;

### Pneumatici
- 94ª vittoria per gli pneumatici  Goodyear;

### Giri in testa
- Mario Andretti (1-75);

## Classifiche

### Piloti
| Pos | Pilota             | Punti |
| --- | ------------------ | ----- |
| 1   | Jody Scheckter     | 23    |
| 2   | Mario Andretti     | 20    |
| 3   | Niki Lauda         | 19    |
| =   | Carlos Reutemann   | 19    |
| 5   | James Hunt         | 9     |
| 6   | Emerson Fittipaldi | 8     |
| 7   | Patrick Depailler  | 7     |
| 8   | Carlos Pace        | 6     |
| 9   | Jochen Mass        | 5     |
| 10  | Gunnar Nilsson     | 4     |
| 11  | Clay Regazzoni     | 1     |
| =   | Renzo Zorzi        | 1     |
| =   | John Watson        | 1     |
| =   | Jean-Pierre Jarier | 1     |
| =   | Hans-Joachim Stuck | 1     |

### Costruttori
| Pos | Costruttore              | Punti |
| --- | ------------------------ | ----- |
| 1   | Ferrari                  | 34    |
| 2   | Wolf-Ford Cosworth       | 23    |
| 3   | Lotus-Ford Cosworth      | 22    |
| 4   | McLaren-Ford Cosworth    | 12    |
| 5   | Fittipaldi-Ford Cosworth | 8     |
| =   | Brabham-Alfa Romeo       | 8     |
| 7   | Tyrrell-Ford Cosworth    | 7     |
| 8   | Ensign-Ford Cosworth     | 1     |
| =   | Shadow-Ford Cosworth     | 1     |
| =   | Penske-Ford Cosworth     | 1     |